# Alto Zambeze
Alto Zambeze – miasto w Angoli w prowincji Moxico. W 2014 roku miasto liczyło 110 900 mieszkańców, a gęstość zaludnienia wyniosła 2092 os./km².